# Мусчел
Мусчел (рум. Muscel) — село у повіті Бузеу в Румунії. Входить до складу комуни Віперешть.
Село розташоване на відстані 98 км на північ від Бухареста, 34 км на північний захід від Бузеу, 126 км на захід від Галаца, 75 км на південний схід від Брашова.

## Населення
За даними перепису населення 2002 року у селі проживали 248 осіб, усі — румуни. Усі жителі села рідною мовою назвали румунську.